# 영상합성

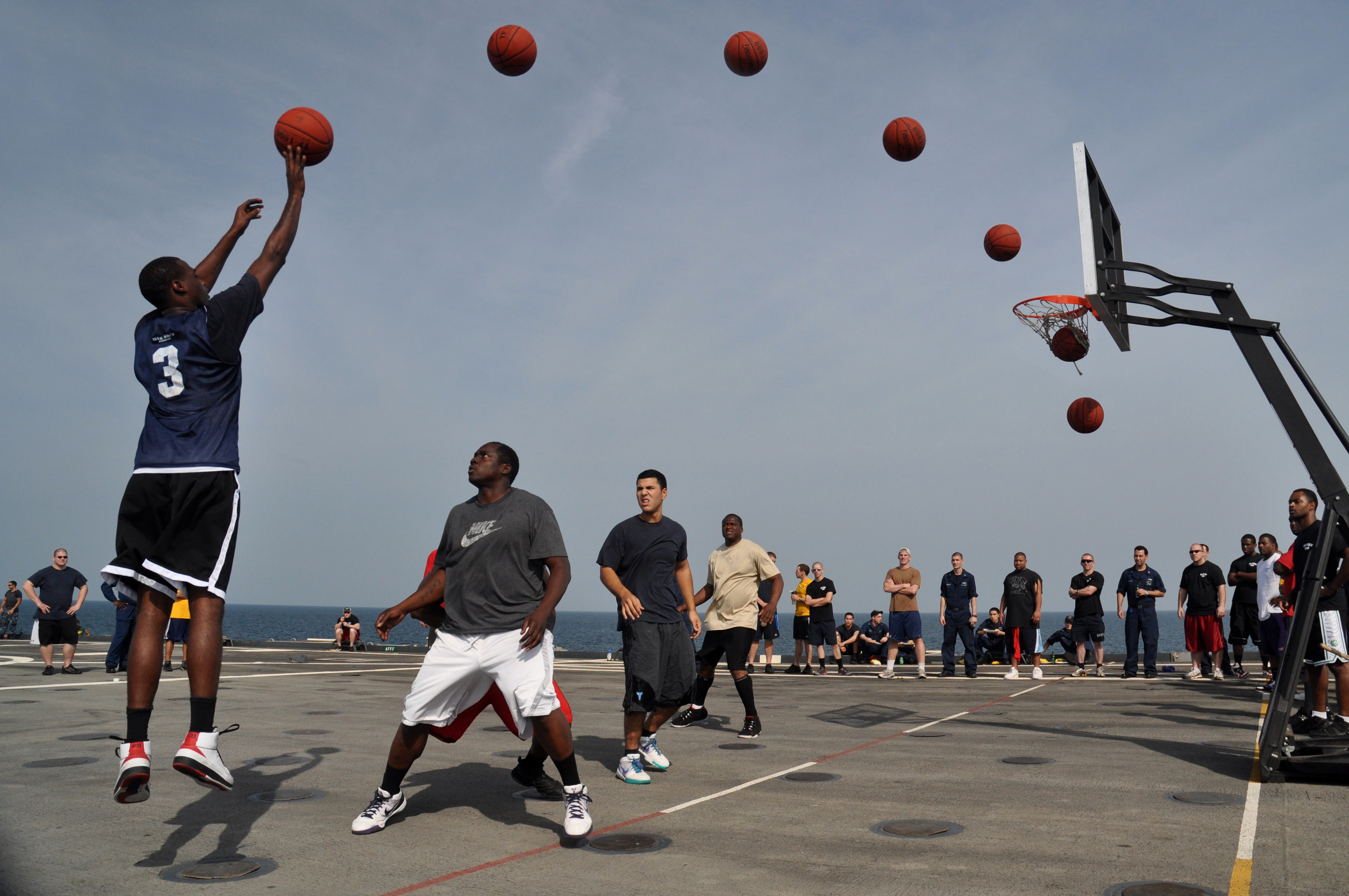
농구 슛의 합성 이미지로, 슛의 궤적을 묘사하기 위해 초기 이미지에 6개의 농구공을 추가했다.

영상합성(영어: Compositing)은 별개의 출처에서 가져온 시각적 요소를 단일 이미지로 결합하는 과정 또는 기법으로, 종종 이러한 모든 요소가 동일한 장면의 일부인 것처럼 보이게 하는 환영을 만들어낸다. 합성을 위한 실사 촬영은 "크로마키", "블루 스크린", "그린 스크린" 등의 다양한 이름으로 불린다. 오늘날 대부분의 합성은 디지털 이미지 조작을 통해 이루어진다. 그러나 전(前) 디지털 합성 기술은 19세기 말 조르주 멜리에스의 트릭 영화까지 거슬러 올라가며, 일부는 여전히 사용되고 있다.

## 기본 절차
모든 합성은 이미지의 선택된 부분을 다른 재료(주로, 하지만 항상 그런 것은 아님, 다른 이미지에서 가져온 것)로 대체하는 것을 포함한다. 디지털 합성 방식에서는 소프트웨어 명령이 좁게 정의된 색상을 대체할 이미지의 부분으로 지정한다. 그러면 소프트웨어(내트론 등)는 지정된 색상 범위 내의 모든 픽셀을 다른 이미지의 픽셀로 대체하여 원래 이미지의 일부처럼 보이도록 정렬한다. 예를 들어, 기상 캐스터가 단순한 파란색 또는 녹색 배경 앞에 위치한 TV 방송을 녹화하고, 합성 소프트웨어는 지정된 파란색 또는 녹색만 일기 예보 지도로 대체할 수 있다.

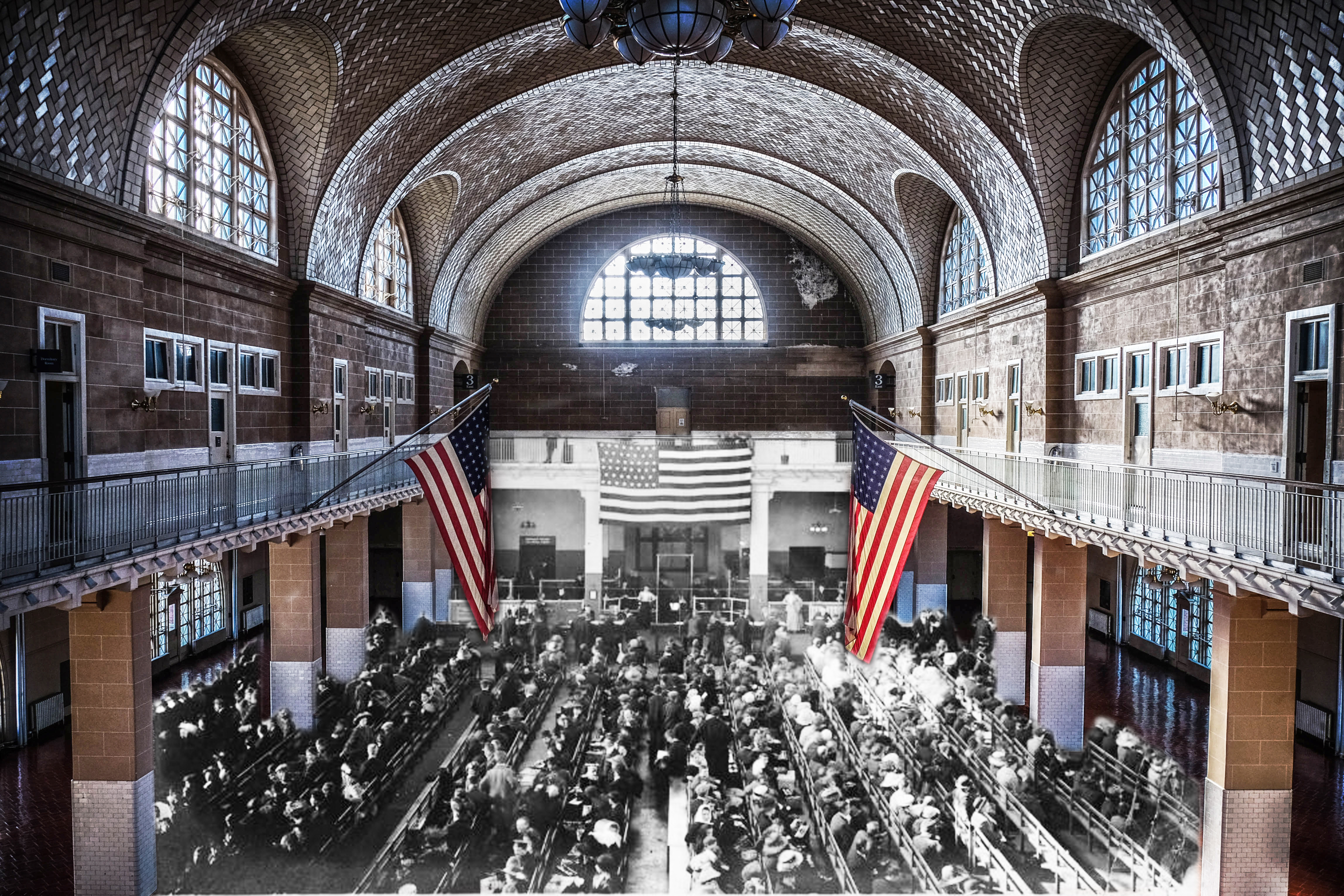
한 장소를 찍은 사진들을 1세기 이상 간격을 두고 합성한 이미지

## 일반적인 응용
TV 스튜디오에서 뉴스 진행자 뒤에는 파란색 또는 녹색 스크린이 놓여 뉴스를 합성하여 표시한 다음, 전체 화면으로 전환할 수 있다. 다른 경우에는 진행자가 완전히 합성 배경 안에 들어가서 컴퓨터 그래픽스 프로그램으로 실행된 전체 "가상 세트"로 대체될 수 있다. 정교한 설치에서는 피사체, 카메라 또는 둘 다 자유롭게 움직일 수 있으며, 컴퓨터 생성 이미지 (CGI) 환경은 카메라 각도, 피사체, 가상 "배경" 간의 올바른 관계를 유지하기 위해 실시간으로 변화한다.
가상 세트는 영화 영화 제작에서도 사용되며, 보통 파란색 또는 녹색 스크린 환경(다른 색상도 가능하지만 덜 흔함)에서 촬영된다. 예를 들어, 월드 오브 투모로우와 같다. 더 일반적으로, 합성된 배경은 실제 크기의 세트와 모형, 차량, 가구 및 기타 물리적 개체와 결합되어 합성 시각 자료의 사실성을 높인다. 합성 소프트웨어는 배경 스크린의 가장자리에 있는 파란색 또는 녹색을 사용하여 프레임 외부의 나머지 부분을 채울 수 있으므로 거의 무제한 크기의 "세트"를 디지털 방식으로 만들 수 있다. 이러한 방식으로 작은 영역에서 녹화된 피사체는 큰 가상 풍경에 배치될 수 있다.
아마도 가장 일반적인 것은 세트 확장일 것이다. 실제 공연 환경에 디지털 추가를 하는 것이다. 예를 들어, 영화 글래디에이터에서 로마 콜로세움의 경기장과 1층 좌석은 실제로 건설되었고, 상층 갤러리(움직이는 관객 포함)는 실제 세트 위에 합성된 컴퓨터 그래픽이었다. 필름에 녹화된 영화의 경우, "디지털 인터미디어트"라고 불리는 고품질 비디오 변환을 통해 합성 및 기타 컴퓨터화된 후반 작업이 가능하다. 디지털 합성은 매팅의 한 종류이며, 네 가지 기본 합성 방법 중 하나이다. 다른 방법으로는 물리적 합성, 다중 노출, 그리고 전면 투사와 후면 투사를 모두 사용하는 배경 투사가 있다.

## 물리적 합성
물리적 합성에서는 이미지의 개별 부분이 사진 프레임 안에 함께 배치되어 단일 노출로 기록된다. 구성 요소들은 단일 이미지처럼 보이도록 정렬된다. 가장 일반적인 물리적 합성 요소는 부분 모델과 유리 그림이다.
부분 모델은 일반적으로 천장이나 건물의 상층부와 같은 세트 확장으로 사용된다. 실제 세트와 일치하도록 훨씬 작은 규모로 제작된 모델은 카메라 앞에 걸려 세트의 일부인 것처럼 보이도록 정렬된다.
모델은 종종 상당히 커야 하는데, 이는 카메라에서 충분히 멀리 떨어져 있어야 모델과 그 너머의 세트가 모두 선명하게 초점이 맞춰지기 때문이다.
유리 사진은 카메라 프레임을 채우도록 큰 유리판을 배치하고, 유리판 너머로 보이는 배경과 함께 초점이 맞춰질 수 있을 만큼 충분히 멀리 떨어진 상태에서 촬영된다. 전체 장면은 유리에 그려지며, 액션이 일어날 배경이 드러나는 부분은 투명하게 남겨진다. 유리를 통해 촬영된 실사 액션은 그려진 영역과 합성된다. 유리 사진의 고전적인 예로는 바람과 함께 사라지다에서 애슐리 윌크스의 농장으로 접근하는 장면이 있다. 농장과 들판은 모두 그려져 있고, 도로와 그 위의 움직이는 인물들은 투명하게 남겨진 유리 영역을 통해 촬영된다.
한 변형은 반대 기법을 사용한다. 대부분의 영역은 투명하고, 개별 요소(사진 오려내기 또는 그림)만 유리에 부착된다. 예를 들어, 목장 주택은 비어 있는 계곡에 적절한 축척과 위치에 배치된 그림을 계곡과 카메라 사이에 놓아 추가할 수 있다.

## 다중 노출

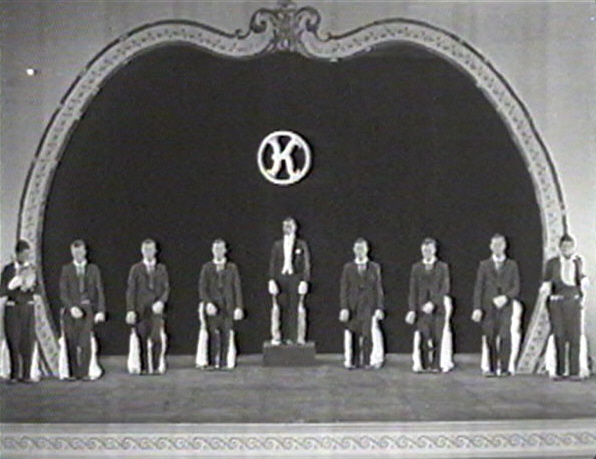
다중 노출을 사용하여 버스터 키턴의 아홉 복사본이 동시에 화면에 나타나도록 합성된 플레이하우스.

카메라 내 다중 노출은 각 필름 프레임의 한 부분에만 기록하고, 필름을 정확히 동일한 시작점으로 되감고, 두 번째 부분을 노출하고, 필요에 따라 이 과정을 반복하여 만들어진다. 결과 네거티브는 모든 개별 노출의 합성물이다. (이와 대조적으로, "이중 노출"은 전체 프레임 영역에 여러 이미지를 기록하여 모든 이미지가 서로 부분적으로 보이도록 한다.) 한 번에 한 섹션씩 노출하는 것은 카메라 렌즈 (또는 전체 카메라)를 마스크 가능한 개구부가 있는 빛이 들어오지 않는 상자 안에 넣어 가능하며, 각 개구부는 액션 영역 중 하나에 해당한다. 한 노출당 하나의 개구부만 노출되어 해당 개구부 앞에 배치된 액션만 기록한다.
다중 노출은 각 기록의 액션이 다른 기록의 액션과 일치해야 하므로 어렵다. 따라서 다중 노출 합성은 일반적으로 두세 가지 요소만 포함한다. 그러나 1900년 초반에 조르주 멜리에스는 L'homme-orchestre/The One-man Band에서 7중 노출을 사용했고, 1921년 영화 플레이하우스에서는 버스터 키턴이 다중 노출을 사용하여 무대에서 아홉 명의 다른 배우로 동시에 나타나 모든 아홉 연기를 완벽하게 동기화했다.

## 배경 투사
배경 투사는 영사기가 전경의 피사체 뒤의 영사막에 배경 이미지를 투사하는 동안 카메라가 한 번에 두 가지를 모두 촬영하여 합성하는 방식이다. 전경 요소는 그 뒤의 배경 이미지 부분을 가린다. 때때로 배경은 전면에서 투사되어 스크린에 반사되지만, 스크린이 고도로 지향적이고 예외적으로 반사율이 높은 재료로 만들어졌기 때문에 전경 피사체에는 반사되지 않는다. (2001: 스페이스 오디세이의 선사 시대 오프닝은 전면 투사를 사용한다.) 그러나 후면 투사는 훨씬 더 일반적인 기술이었다.
후면 투사 (종종 프로세스 촬영이라고도 함)에서는 배경 이미지("플레이트"라고 불리며, 정지 사진이든 움직이는 사진이든 상관없음)가 먼저 촬영된다. 예를 들어, 카메라 차량이 거리나 도로를 따라 운전하면서 뒤의 변화하는 장면을 촬영할 수 있다. 스튜디오에서 결과 "배경 플레이트"는 필름이 "뒤집힌" (반전된) 상태로 영사기에 로드된다. 왜냐하면 반투명 스크린의 뒷면으로 (그리고 통해) 투사될 것이기 때문이다. 연기자들이 탑승한 차량은 스크린 앞에 정렬되어 풍경이 차량의 뒤쪽 및 옆 창문을 통해 보이도록 한다. 차량 앞의 카메라는 전경 액션과 투사된 풍경을 모두 녹화하며, 연기자들은 운전하는 척한다.
다중 노출과 마찬가지로 후면 투사는 기술적으로 어렵다. 영사기와 카메라 모터는 깜박임을 피하기 위해 동기화되어야 하며, 스크린 뒤와 앞에 완벽하게 정렬되어야 한다. 전경은 뒤의 스크린으로 빛이 새어 나가지 않도록 조명되어야 한다. (야간 운전 장면의 경우, 차량이 "움직이는" 동안 전경 조명이 일반적으로 변경된다.) 영사기는 투사된 배경이 전경만큼 밝도록 매우 강력한 광원을 사용해야 한다. 컬러 촬영은 추가적인 어려움을 야기하지만, 앨프리드 히치콕의 북북서로 진로를 돌려라에 나오는 유명한 농업용 항공기 시퀀스의 여러 장면처럼 매우 설득력 있을 수 있다. (그러나 이 시퀀스의 대부분은 현장에서 촬영되었다.) 복잡성 때문에 후면 투사는 예를 들어, 차량이 파란색 또는 녹색 스크린 앞에 배치되는 디지털 합성으로 크게 대체되었다.

## 매팅

이동식 매트의 단순화된 원리

전통적인 매팅은 두 개의 다른 필름 요소를 복사 필름 스트립에 한 번에 하나씩 인쇄하여 합성하는 과정이다. 한 구성 요소가 복사본에 인쇄된 후 필름을 되감고 다른 구성 요소를 추가한다. 필름을 두 번 노출하면 이중 노출이 생성되므로, 첫 번째 부분이 인쇄되는 동안 빈 두 번째 영역을 마스크해야 하고, 그런 다음 새로 노출된 첫 번째 영역을 두 번째 영역이 인쇄되는 동안 마스크해야 한다. 각 마스킹은 "트래블링 매트"에 의해 수행된다. 이는 복사 영화 필름 위에 놓이는 특별히 변경된 복사 촬영본이다.
디지털 방식의 후속작과 마찬가지로 전통적인 매트 사진은 균일한 색상의 배경(대부분 특별한 파란색 또는 녹색)을 사용한다. 카메라 렌즈의 일치하는 필터가 배경색만 걸러내므로 배경 영역은 검정색으로 기록되며, 카메라의 네거티브 필름에서는 투명하게 현상된다.
먼저, 원본 네거티브에서 고대비 필름에 인쇄를 한다. 이는 배경을 불투명하게, 전경 피사체를 투명하게 기록한다. 그런 다음 첫 번째에서 두 번째 고대비 복사본을 만들어 배경을 투명하게, 전경을 불투명하게 만든다.
다음으로, 3층 필름 샌드위치가 옵티컬 프린터를 통과한다. 맨 아래에는 노출되지 않은 복사 필름이 있다. 그 위에는 불투명한 배경색으로 배경을 가리는 첫 번째 매트가 있다. 맨 위에는 전경 액션의 네거티브가 있다. 이 통과에서는 전경이 복사되는 동안 배경은 매트에 의해 노출로부터 보호된다.
그런 다음 과정이 반복된다. 하지만 이번에는 복사 필름이 역매트에 의해 마스킹되어 이미 노출된 전경 영역에서 빛을 차단한다. 상단 레이어는 배경 장면을 포함하며, 이는 이전 통과에서 보호된 영역에서만 노출된다. 결과는 결합된 배경과 전경의 포지티브 인쇄물이다. 이 합성 인쇄물의 복사본은 필름의 편집된 네거티브에서 원본 전경 촬영본을 대체할 "복제 네거티브"를 생성한다.

## 디지털 매트의 장점

원래 배경에서 제거되어 새로운 배경에 합성된 동일한 피사체의 네 이미지

디지털 매팅은 두 가지 이유로 전통적인 방식을 대체했다. 구식 시스템에서는 다섯 개의 개별 필름 스트립(전경 및 배경 원본, 포지티브 및 네거티브 매트, 복사본 필름)이 약간 어긋나서 결과물에 후광 및 기타 가장자리 아티팩트가 생길 수 있었다. 올바르게 수행된 디지털 매팅은 단일 픽셀 수준까지 완벽하다. 또한 최종 복제 네거티브는 "3세대" 복사본이었고, 필름은 복사될 때마다 품질이 저하되었다. 디지털 이미지는 품질 손실 없이 복사할 수 있다.
이것은 다층 디지털 합성을 쉽게 만들 수 있다는 것을 의미한다. 예를 들어, 우주정거장, 우주선, 그리고 두 번째 우주선의 모델을 각각 블루 스크린을 배경으로 다르게 "움직이도록" 촬영할 수 있다. 개별 촬영본은 서로 합성된 다음, 마지막으로 별 배경과 합성될 수 있다. 디지털 이전의 매팅으로는 옵티컬 프린터를 여러 번 통과해야 하므로 필름 품질이 저하되고 가장자리 아티팩트가 발생할 가능성이 높아졌다. 서로 뒤 또는 앞을 가로지르는 요소는 추가적인 문제를 야기했을 것이다.

## 같이 보기
- 알파 합성
- 방송 디자이너
- 문자 발생기
- 클린 피드 (TV)
- 컴포지팅 윈도우 매니저
- 딥 이미지 합성
- 2차적저작물
- 디지털 자산
- 디지털 합성
- 디지털 온스크린 그래픽 (버그 또는 DOG)
- 그래픽스 코디네이터
- 이미지 스티칭
- 매트 페인팅
- 비디오 매팅
- 모션 그래픽 디자인
- 다중 노출
- 사진 모자이크
- 포토 모자이크 (원격 감지)
- 프리매트 크로마키 기술

## 더 읽어보기
- T. Porter and T. Duff, "Compositing Digital Images", Proceedings of SIGGRAPH '84, 18 (1984).
- Ron Brinkmann, The Art and Science of Digital Compositing (ISBN 0-12-133960-2)
- Steve Wright, Digital Compositing for Film and Video, Second Edition (ISBN 0-240-80760-X)
- American Cinematographer Manual, 2nd ed., Mascelli, Joseph V., A.S.C. and Miller, Arthur, A.S.C, eds. Los Angeles, 1966, p. 500 ff.